# Zamczyska (Beskid Niski)
Zamczyska (568 m n.p.m.) – zwane Zamkową Górą wzniesienie w Beskidzie Niskim, we wschodniej części Wzgórz Rymanowskich. Zachodnie stoki schodzą do uzdrowiska Rymanów-Zdrój w dolinę Taboru, północno-zachodnie opadają w kierunku wsi Posada Górna. Od północy graniczy z Wierchową (510 m n.p.m.), z której roztaczają się widoki na Rymanów, Doły Jasielsko-Sanockie, pasma pogórza i Góry Słonne. Południowe zbocza schodzą do doliny Czarnego Potoku. Od wschodu graniczy z Kopcem (635 m n.p.m.). Nazwa góry pochodzi od zamku, który stał nad doliną Taboru, strzegąc traktu „węgierskiego”, prowadzącego z Rymanowa przez Jaśliska na Węgry. Zamek powstał prawdopodobnie w XIV w. Obecnie nie ma po nich śladu, ale w XIX wieku W. E. Radzikowski wspominał o pozostałościach wałów. Wzniesienie jest zalesione. Poniżej szczytu pozostałości kamieniołomu, z którego wydobywano kamień do budowy rymanowskiego kościoła w XVIII w. 
Szlaki lokalne (spacerowe):
- ścieżka przyrodnicza "Rymanów-Zdrój". Długość ścieżki 5,5 km. Czas przejścia 2-4 godzin. Różnica wzniesień 160 m. Obecnie 17 stanowisk edukacyjnych.